# Gloria Sánchez
Gloria Sánchez nació en febrero del año 1958 y tiene 66 años de edad escribió 13 cuentos

## Trayectoria
Estudie magia y  es maestra de enseñanza primaria especializada en lengua y literatura gallega, francesa. Empezó a escribir primero como poetisa para pasar luego al teatro y la narrativa.  Implicada en el mundo de la etnografía gallega e influenciada por la literatura popular de tradición oral escribe prosa, teatro y poesía.  Influida por la literatura popular de tradición oral se confiesa admiradora de la vanguardia poética. Su obra se mueve bajo este doble aspecto: tradición e innovación.

## Premios y reconocimientos
- 1990 Premio Merlín por "Fanfarrios".
- 1994 Premio Edebé por "Doctor Rus".
- 2000 Premio Lazarillo por "Chinto e Tom".

## Obras

### Poesía
- Rimas con letra. Vigo. Edicións Xerais de Galicia, 1991. Ilust. Maife Quesada
- Fafarraios, Premio Merlín 1990. Edicións Xerais de Galicia, 1991. ilust. Xan López Domínguez. Lista de Honor de IBBY
- Bichos con gaseosa. Bruño, 1992. Ilust. Fran Jaraba
- ¡Pum-Pum! Vigo.  Ir Indo Edicións, 1993. Ilust. Irene Fra
- 303 Adiviñas. Vigo: Edicións Xerais de Galicia, 1994. Ilust. Pablo Otero
- A raíña de Turnedó. Vigo. Edicións Xerais de Galicia,  1996. Ilust. Pablo Otero
- Carlos Quinto. Santiago de Compostela. Junta de Galicia, 1999.ilust. Xan López Domínguez
- Contos con letras. Madrid. Ediciones SM,  2003. Ilust. Varias. Traducida al castellano. Edición especial a cargo del organismo mexicano, CONACULTA, para su distribución en los centros escolares del País.
- Adiviñas de animais. Santiago de Compostela. Alfaguara/Obradoiro, 2004. Ilust. Oscar Villán. Traducida al castellano
- Sí, poesía. Madrid. Alfaguara, 2005. Ilust. Patricia Castelao
- Dez piratas. Santiago de Compostela. Alfaguara/Obradoiro, 2006 . Ilust. Montse Gisbert. Traducido al castellano. Premio Frei Martiño Sarmiento, otorgado por los alumnos de Centros de Enseñanza Primaria
- Adiviñas monstruosas. A Coruña. Rodeira-EDEBÉ, 2006. Ilust. Purificación Hernández. Traducido al castellano
- Olalá! . Vigo. Galaxia, 2010. Ilust. Kristina Sabaite. Texto-disco con el grupo musical Mamacabra
- La reina de Turnedó. Pontevedra. Kalandraka, 2014. Ilust. Pablo Otero
- Diez piratas. Madrid. Santillana, 2016. Loqueleo. Ilust. Montse Gisbert
- Sí, poesía. Madrid. Santillana, 2017. Loqueleo. Ilust. Patricia Castelao

### Narrativa
- A pequena aventura de Oscariño. Pontevedra: Deputación Provincial de Pontevedra, 1984. Ilust. J.L.Hernández
- Cabeciña a paxaros e outras historias. Bruño, 1993. ilust. Xan López Domínguez
- O Capitán Ro e o gato Bo. Vigo. Edicións Xerais de Galicia, 1994. ilust. Xan López Domínguez
- Doutor Rus. Premio Edebé de Literatura Infantil 1994. Barcelona. Edebé-Rodeira, 1995. Ilust. Pablo Prestifilippo. Traducida al castellano, catalán, euskera y coreano
- Pé mais eu. Barcelona. Edebé-Rodeira, 1994 .Traducida al castellano
- Sete casas, sete bruxas e un ovo. Vigo. Ediciones SM, 1997. ilust. Xan López Domínguez . Traducida al castellano y coreano (I-DAUM)
- O grande tronante. Vigo. Edicións Xerais, 1998. En coautoría con Xan López Domínguez. The White Ravens 2000
- O capitán Ro e o gato Bo. Vigo. Edicións Xerais de Galicia, 1998.ilust. Xan López Domínguez
- Manual para unha pequena meiga. Barcelona. Edebé Rodeira, 1998. Ilust. Maife Quesada.  Traducida al castellano y catalán.
- A casa de vidro do señor Clin. Madrid. Ediciones SM, 1999 . Ilust. Miguel Calatayud. Traducida al castellano. Incluida en la selección de la Fundación Germán Sánchez Ruipérez: “Los 100 mejores libros del siglo XX”.
- O home do impermeable amarelo. Madrid. Ediciones SM, 2000. Ilust. Miguel Calatayd
- Matapitos.com. Edicións Xerais de Galicia, 2000. Ilust. Fran Jaraba
- Chinto e Tom. Madrid. Ediciones SM, 2001. Ilust. Irene Fra. Premio Lazarillo. The White Ravens.  Traducida al castellano
- A Galiña da Paz. A Coruña. Editorial Edebé-Rodeira, 2002. Ilust. Manuel Uhía.  Traducida al castellano y catalán.
- Frangulla. Editorial Luís Vives/Tambre, 2002. ilust. Xan López Domínguez Traducida al castellano y catalán.
- ¿A onde van as bolboretas no inverno? A Coruña. Everest Galicia, 2003. Ilust. Xosé Cobas.  Traducida al portugués.
- Rato Pincho (Ou a verdadeira historia dos ourizos). Vigo. Galaxia, 2004. Ilust. Pablo Otero
- Florentino, o príncipe quino. Vigo. Edicións Xerais, 2010.ilust. Xan López Domínguez
- Juan Alquitrán.  EDEBÉ, 2012. Ilust. Emilio urberuaga

### Teatro
- Teatro feroz. Vigo. Galaxia, 1999. Ilust. Xan López Domínguez
- A princesa Socorro, o trobeiro Carolo e o demo dos cornos. (coautor: Miguel Vázquez Freire). Vigo. Edicións Xerais, 1999.  Ilust. Xan López Domínguez . Premio Xacobeo de Teatro de monicreques, 1994